# 소 매듭
매듭 이론에서 소 매듭(素-, 영어: prime knot)은 자명한 매듭이 아니며, 다른 매듭의 연결합으로 나타내어질 수 없는 매듭이다.

## 정의

### 매듭의 연결합
다음이 주어졌다고 하자.
- 두 유향 매듭 {\displaystyle K,K'\colon \mathbb {S} ^{1}\to \mathbb {S} ^{3}}

그렇다면, 다음과 같은 연산을 생각할 수 있다.
- 두 매듭의 그림을 임의로 고른다.

- 이 두 매듭의 그림에서, 서로 반대 방향을 향하는 두 변들을 고른다.

- 이 두 변들을 잇는다.

이 연산에 따라, 유향 매듭들은 가환 모노이드를 이룬다. (그러나 이 연산은 매듭의 방향에 의존한다.) 이 연산을 매듭의 연결합이라고 하고, {\displaystyle \#}로 표기하자. 이 연산은 다음을 만족시킨다.
{\displaystyle {\overline {K\#K'}}\cong {\bar {K}}\#{\bar {K}}'}
여기서 {\displaystyle {\bar {K}}}는 유항 매듭 {\displaystyle K}에서, 반대 방향을 부여한 유향 매듭이다. 그러나 일반적으로
{\displaystyle K\#K'\not \cong K\#{\bar {K}}'}
이다. (예를 들어, 두 세잎매듭의 연결합은 방향에 따라 두 가지가 있다.)

### 소 매듭
두 유향 매듭의 {\displaystyle K}, {\displaystyle K'}의 매듭 연결합이 자명한 매듭일 필요 충분 조건은 {\displaystyle K}와 {\displaystyle K'} 둘 다 자명한 매듭인 것이다. 또한, 자명한 매듭은 매듭 연결합의 항등원이다.
이제, 유향 매듭 {\displaystyle K}이 다음 조건을 만족시킨다면, 유향 소 매듭이라고 한다.
- {\displaystyle K\cong K'\#K''}일 때, {\displaystyle K'}와 {\displaystyle K''} 가운데 하나가 자명한 매듭이며, 다른 하나는 자명한 매듭이 아니다.

유향 매듭 {\displaystyle K}가 유향 소 매듭일 필요 충분 조건은 {\displaystyle {\bar {K}}}가 유향 소 매듭인 것이다. 즉, 이 조건은 매듭의 방향에 의존하지 않는다. 이에 따라, 임의로 방향을 부여하였을 때 유향 소 매듭이 되는 매듭을 소 매듭이라고 한다. (특히, 자명한 매듭은 소 매듭이 아니다.)

## 성질
모든 유향 매듭은 유한 개의 유향 소 매듭들의 연결합으로 유일하게 표현된다. (이 정리가 성립하려면, 자명한 매듭이 소 매듭이 될 수 없다.)
각 교차수에 따라, 소 매듭의 수는 다음과 같다. (OEIS의 수열 A2863)
| 교차수       | 1 | 2 | 3 | 4 | 5 | 6 | 7 | 8  | 9  | 10  | 11  | 12   | 13   | 14    | 15     | 16      |
| 소 매듭의 수 | 0 | 0 | 1 | 1 | 2 | 3 | 7 | 21 | 49 | 165 | 552 | 2176 | 9988 | 46972 | 253293 | 1388705 |

## 목록
교차수가 7 이하인 소 매듭들의 목록은 다음과 같다.
| 이름             | 그림 | 알렉산더-브리그스 표기법 | 시슬스웨이트 표기법 | 다우커 표기법    | 콘웨이 표기법 |
| ---------------- | ---- | ------------------------ | ------------------- | ---------------- | ------------- |
| 세잎매듭         |      | 31                       | 3a1                 | 4 6 2            | [3]           |
| 8자 매듭         |      | 41                       | 4a1                 | 4 6 8 2          | [22]          |
| 다섯잎매듭       |      | 51                       | 5a2                 | 6 8 10 2 4       | [5]           |
| 3겹 뒤튼 매듭    |      | 52                       | 5a1                 | 4 8 10 2 6       | [32]          |
| 하역 매듭        |      | 61                       | 6a3                 | 4 8 12 10 2 6    | [42]          |
| 밀러 연구소 매듭 |      | 62                       | 6a2                 | 4 8 10 12 2 6    | [312]         |
|                  |      | 63                       | 6a1                 | 4 8 10 2 12 6    | [2112]        |
| 일곱잎매듭       |      | 71                       | 7a7                 | 8 10 12 14 2 4 6 | [7]           |
| 5겹 뒤튼 매듭    |      | 72                       | 7a4                 | 4 10 14 12 2 8 6 | [52]          |
|                  |      | 73                       | 7a5                 | 6 10 12 14 2 4 8 | [43]          |
|                  |      | 74                       | 7a6                 | 6 10 12 14 4 2 8 | [313]         |
|                  |      | 75                       | 7a3                 | 4 10 12 14 2 8 6 | [322]         |
|                  |      | 76                       | 7a2                 | 4 8 12 2 14 6 10 | [2212]        |
|                  |      | 7                        | 7a1                 | 4 8 10 12 2 14 6 | [21112]       |
여기서, 사용된 표기법은 다음과 같다.
- 알렉산더-브리그스 표기법(영어: Alexander–Briggs notation): 제임스 워델 알렉산더와 갈런드 버드 브리그스(영어: Garland Baird Briggs)의 1927년 논문[1]에서 최초로 사용되었으며, 이후 데일 롤프슨(영어: Dale Rolfsen)이 그 목록을 확장하였다. 이 표기법에서, {\displaystyle n_{m}}은 교차수 {\displaystyle n}을 갖는 소 매듭을 뜻하며, {\displaystyle m}은 같은 교차수 속에서 임의로 순서를 매긴 것이다.
- 시슬스웨이트 표기법(영어: Thistlethwaite notation): 모원 시슬스웨이트(영어: Morwen B. Thistlethwaite)가 도입하였다.
- 다우커 표기법(영어: Dowker notation): 클리퍼드 휴 다우커(영어: Clifford Hugh Dowker)가 도입하였다.
- 콘웨이 표기법(영어: Conway notation): 존 호턴 콘웨이가 도입하였다.

## 역사
일부 소 매듭의 어원은 다음과 같다.
- 세잎매듭(영어: trefoil knot) · 다섯잎매듭(영어: cinquefoil knot) · 일곱잎매듭(영어: septfoil knot): 매듭의 모양을 세잎 토끼풀 및 (가상의) 다섯잎· 일곱잎 토끼풀에 빗댄 것이다.
- 8자 매듭(영어: figure-eight knot) 매듭의 중앙에 아라비아 숫자 8과 비슷한 모양이 있다.
- 3겹 뒤튼 매듭(영어: three-twist knot) · 5겹 뒤튼 매듭(영어: five-twist knot): 맨 위에 3번 · 5번 뒤튼 모양이 있다. (1겹 뒤튼 매듭은 세잎매듭과 같으며, 2겹 뒤튼 매듭은 8자 매듭과 같으며, 4겹 뒤튼 매듭은 하역 매듭과 같다.)
- 하역 매듭(荷役-, 영어: stevedore’s knot): 부두에서 짐을 싣거나 내릴 때 이 매듭을 사용했다고 한다. 영어: stevedore 스티브도어[*]는 항만(港灣) 노동자를 뜻한다.
- 밀러 연구소 매듭(영어: Miller Institute knot): 미국 캘리포니아 대학교 버클리 밀러 기초 과학 연구소(영어: The Miller Institute for Basic Research in Science)의 로고에 이 매듭이 등장한다.